# Марсель (виконтство)

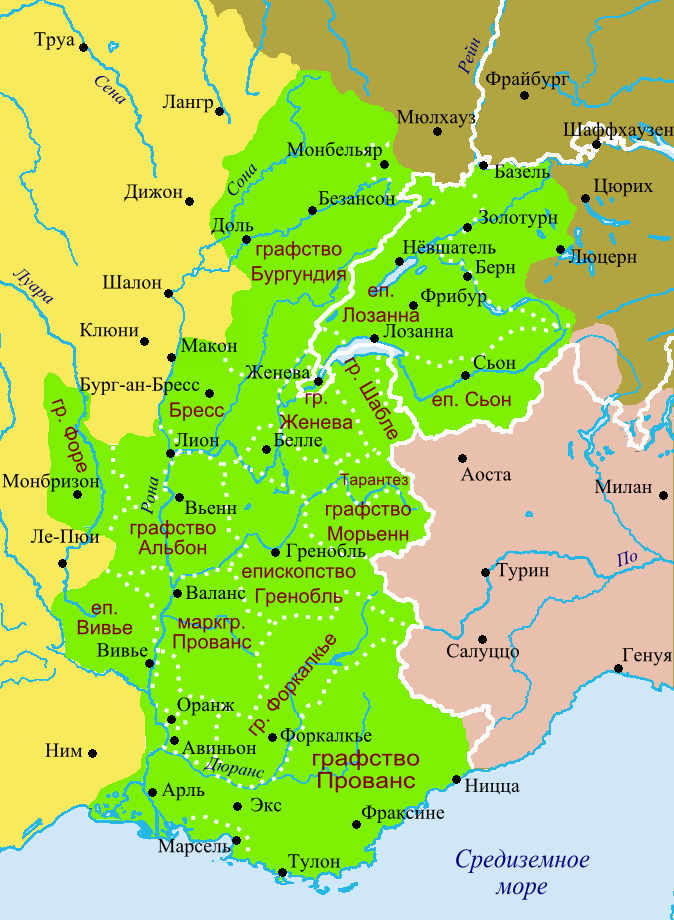
Виконтство Марсель на карте Прованса в составе Бургундского королевства в 1034 году

Виконтство Марсель (фр. Vicomté de Marseille) — феодальное княжество в средневековой Франции, существовавшее с X века по 1215 год.
Образовалось одновременно с графством Прованс (ок. 948).
Первый правитель — Арлульф. Согласно историку Жан-Пьеру Поли, он получил в 948—952 годах в лён от короля Бургундии территорию площадью около 60 тысяч гектаров в окрестностях города Марсель. В самом городе власть принадлежала епископам и аббатам монастыря Сен-Виктор, но там была и виконтская часть (Нижний Марсель).
Согласно гипотезе Мантейера (G. de Manteyer), поддержанной Поли, Арлульф — внук графа Теутберта (Тиберта), администратора королевства Прованс в 890—908 гг.
Рослен (ум. 1215) уступил свои права виконта аббатству Сен-Виктор, которое в 1228 году продало их коммуне города Марсель. Одновременно с ним и позже титул виконта Марселя носили его родственники, у которых были какие-то небольшие владения на территории диоцеза.

## Виконты Марселя
- Арлульф (ум не ранее 965) (упоминается в документах без виконтского титула)
- Гильом I, сын, с 1004 бенедиктинский монах
- Гильом II, сын
- Гильом III (ум. 1085), сын
- Жоффруа I (ум. 1091), брат
- Гуго Жоффруа I, сын, родоначальник второй линии виконтов
- Гуго Жоффруа (ум. 1166), племянник (сын Понса - одного из 7 сыновей Жоффруа I)
- Гильом IV Большой (ум. 1188), сын
- Гуго Жоффруа (ум. 1199), брат
- Раймон Жоффруа (ум. 1192), брат
- Рослен (ум. 1215), брат. Уступил свои права виконта аббатству Сен-Виктор, которое в 1228 году продало их коммуне города Марсель.
- Бараль, совиконтесса Марселя с 1208 года, дочь Раймона Жоффруа
- Гуго де Бо, муж, виконт Марселя по правам жены.

## Вторая линия виконтов
- Раймон Жоффруа I, сын Гуго Жоффруа I , упом. 1131 и 1152
- Гуго Жоффруа II (ум. не ранее 1193), сын, виконт с 1184
- Раймон Жоффруа II (ум. 1216/17), брат
- Жоффруа Рефорцатус (ум. 1237), сын
- Бергундио (1198—1246), брат, виконт Марселя с 1213.
- Алазасия (ум. 1228), дочь Гуго Жоффруа II
- Раймон де Бо (ум. 1235/37), муж
- Жоффруа Гофриде (ум. после 1238), сын Гуго Жоффруа II, брат Алазасии
- Раймон Жоффруа III (ум. 1234), брат.